# Catastrophe du puits Simon
La catastrophe du puits Simon est une catastrophe minière qui s'est produite le 25 février 1985, tuant 22 mineurs du siège Simon à Forbach. Elle est considérée comme la dernière grande catastrophe minière de France.

## Contexte
Composante centrale de la relance économique du direct après guerre (cf. la "bataille du charbon") la production charbonnière a été progressivement délaissée dans les années précédentes au profit du pétrole, entrainant la fermeture dans les années 1960 des puits les moins rentables, en Aveyron ou en Lorraine notamment (plan Jeanneney de1960). À la suite du premier choc pétrolier de 1973, certains experts appellent cependant, au nom de la sécurité énergétique, à un retour vers la production nationale de charbon. Les pouvoirs publics décident donc de soutenir à nouveau le secteur, en compensant la différence entre les cours mondiaux et les prix des Charbonnages de France afin d'en ralentir le déclin.
Lorsque la gauche arrive au pouvoir après l'élection de François Mitterrand en 1981, le gouvernement tente jusqu'à 1983 une relance de la production de charbon national, principalement portée par le bassin houiller de Lorraine. Des centaines de jeunes mineurs sont alors embauchés pour augmenter la production. Ces «NET» (Nouveaux embauchés tardifs) se retrouvent rapidement au fond de la mine, et les syndicats dénoncent le manque de formation de ces jeunes employés; qui se retrouvent rapidement au fond de la mine au mépris des risques que cela comporte.
Parallèlement, l'augmentation du déficit par tonne produite s'accélère, passant de 101 francs en 1980 à 195 francs en 1983: la restructuration et la reconversion du secteur devient inéluctable. Après des mois de conflits entre les syndicats et le gouvernement, la démission du nouveau président des Charbonnages de France Georges Valbon, membre du Comité central du parti communiste et opposé à la réduction des subventions et à l'abandon de projets de sauvegardes des houillères, le plan de restructuration des houillères est annoncé le  8 février 1984. Celui-ci prévoit notamment la réduction de la production de 18 à 11 millions de tonnes par an et la suppression de la moitié des 57 000 employés des Houillères de France en cinq ans.
Lorsque l'accident a lieu fin février 1985, les contournements de la réglementation liés à la "seconde bataille du charbon", le manque de formation des jeunes mineurs et la pression liées aux restructurations sont autant de facteurs de risques pesant sur la sécurité des mineurs de fonds du bassin minier lorrain.

## Déroulé de la catastrophe
Le matin du 25 février 1985 à 7h21, à 1050 mètres de profondeur dans la veine 18, un coup de grisou sur un montage en dressant provoque un coup de poussière: une boule de feu se forme dans les galeries à proximité, tuant sur son passage 20 mineurs travaillant sur les lieux. Des portes coupe-feu - des bacs d'eau formant un rideau de pluie - dans la voie de base parviennent à stopper la boule de feu mais n'empêchent pas les gaz toxiques de se propager, provoquant la mort de deux autres mineurs par asphyxie au monoxyde de carbone,.
L'alerte et l'ordre d'évacuation des chantiers sont donnés après le signalement d'une panne de courant au fond. La nouvelle de la catastrophe circule vite et les proches des mineurs affluent en nombre. Au total, 300 mineurs parviennent à remonter à la surface, dont 103 doivent être hospitalisés. Les sauveteurs des houillères remontent les corps sans vie de 22 mineurs âgés de 19 à 53 ans. La plupart sont très jeunes : trois ont 19 ans, la moité moins de 25 ans.

## Résonance de la catastrophe
Dès le 26 février, lendemain de la catastrophe, le Premier-ministre Laurent Fabius accompagné du secrétaire d'état Martin Malvy se rendent à Forbach, au chevet des blessés à l'hôpital Sainte-Barbe, des Houillères de Lorraine, et au puits Simon. Avant son départ, il s'incline devant les cercueils des 22 victimes.
Le 27, la maison d’œuvre de Stiring-Wendel est transformée en chapelle ardente, où les 22 cercueils des victimes sont veillés par leurs camarades de la mine. Pendant deux jours, des milliers de personnes viennent se recueillir devant les cercueils drapés de noir.
Les houillères tentent de faire reprendre le travail dès le 28, deux jours après l'accident. Mais le parquet de Sarreguemines intervient et interdit la descente, sauf pour les équipes chargées de la sécurisation des installations, ainsi que pour les enquêteurs du services des mines, qui partent faire leurs premières constatations au fond de la mine.
Le 1er mars, le jour est chômé dans le bassin minier à l'occasion de l'hommage national rendu aux mineurs. De dix à quinze mille personnes se rassemblent pour célébrer les obsèques des mineurs au foyer du Creutzberg à Forbach, en présence de l'ancien premier ministre Pierre Mauroy, de 3 ministres représentant le gouvernement: Michel Delebarre, Ministre du travail, Martin Malvy, secrétaire d'Etat au redéploiement industriel et Jean Laurain, secrétaire d'état aux anciens combattants; des représentants des grandes centrales syndicales, Edmond Maire, pour la CFDT, André Bergeron pour Force ouvrière. Un éloge funèbre est prononcé par des représentants de quatre confessions, juive, musulmane, protestante et catholique, dont l'évêque de Metz Paul-Joseph Schmitt.
Le travail à la mine reprend deux jours plus tard, le 3 mars.

## Procès
L'instruction aboutit le 26 octobre 1989, quatre ans et demi après l'accident à une ordonnance de non-lieu rendue par le tribunal de Sarreguemines. Syndicats et familles des victimes font appel de la décision avec succès puisque la cour d'appel de Metz infirme le non-lieu, mais les Houillères de Lorraine se pourvoient en cassation. La Cour de Cassation tranche finalement en faveur des familles des victimes et renvoie  les Houillères et le directeur devant le tribunal correctionnel de Sarreguemines pour y répondre d'homicides et de blessures involontaires par " maladresse, imprévoyance, négligence ou inobservation des règlements ".
Le lundi 30 mars 1992, se tient le procès de MM. Jacques Richard, chef de siège du puits Simon, et Jacques Naquet, son adjoint, contre lesquels les familles des victimes et les syndicats CGT, CFDT et CGC se sont portées partie civile.
L'enquête a relevé plusieurs manquements à la sécurité : défauts dans le système de détection du grisou et du mécanisme d'aérage et de ventilation, absence totale d'"arrêts-barrages" qui auraient permis d'atténuer la violence du coup de poussière.
Au terme des débats, le chef de chantier et son adjoint sont condamnés pour homicides et blessures involontaires ; les HBL, Houillères du bassin de Lorraine, reconnues civilement responsables.

## Conséquences
À la suite de la catastrophe, de nouvelles mesures sont prises pour renforcer la sécurité des mineurs :
- remplacement de la lampe à flamme, pour détecter le grisou, par le grisoumètre, un appareil électronique;
- ajout d'un boitier respiratoire d'une capacité de 30 minutes à l'équipement des mineurs[7].

### Filmographie
- Francis Brabant, La Catastrophe du Puits Simon, TV8 Moselle-Est. Lien Dailymotion